# Banksia media
Banksia media är en tvåhjärtbladig växtart som beskrevs av Robert Brown. Banksia media ingår i släktet Banksia och familjen Proteaceae. Inga underarter finns listade i Catalogue of Life.